# Colite aspecifica
La colite indeterminata è una rara malattia infiammatoria intestinale simile clinicamente sia alla malattia di Crohn che alla colite ulcerosa.
In alcuni casi la colite atipica può essere identificata come un'entità di passaggio tra una condizione pre-colitica ed una colite vera e propria.

## Incidenza
La colite atipica è una malattia rara con un'incidenza stimata essere di 1,98 casi su 100 000 individui, questo disturbo è più comune in Asia, mentre risulta essere piuttosto raro in Oceania ed in Europa; tuttavia i dati riguardanti l'incidenza di questa colite potrebbero essere sottostimati in quanto la classificazione tra morbo di Crohn, rettocolite ulcerosa e colite atipica è spesso molto complicata.

## Diagnosi
La diagnosi segue le linee guida di tutte le coliti, ma si dimostra ancora più complicata.
La diagnosi segue tre step:
1. Documentazione dell'infiammazione a livello rettale.
  1. Raccolta delle feci, esame calprotectina.
  2. Esame endoscopico limitato al sigma.
  3. Esame istologico.
2. Escludere lesioni causate da fattori non correlati alla colite (neoplasie, lesioni da steroidi, infezioni, un altro qualunque agente chimico e/o fisico).
3. Stabilire se l'infiammazione è persistente o protratta[2].

### Diagnosi differenziale
La diagnosi differenziale si pone con altri tipi di malattie infiammatorie intestinali (Morbo di Crohn, rettocolite ulcerosa, infiammazione transitoria chemio-indotta, ecc.).

## Sintomatologia
La sintomatologia è analoga a quella delle altre coliti, si riscontrano dunque:
- Diarrea.
- Infezioni del tratto finale.
- Piastrinopenia.
- Anemia.
- Sangue nelle feci.
- Neoformazione benigna.
- Malassorbimento.

## Trattamento e prognosi
A differenza delle altre malattie infiammatorie intestinali, la colite atipica ha un trattamento (e dunque una prognosi) più complicato.

### Terapie
La terapia è da stabilire in base alla progressione della malattia e dalla sua intensità, nei casi meno gravi dove vi sono meno episodi di diarrea si assiste la vigile attesa, nei casi in cui la malattia si estenda di molto oltre la zona d'origine si stabilisce la terapia a base di steroidi ed analgesici in caso di dolore. In alcuni casi, può essere necessaria una colectomia radicale, che sussegue l'impianto di una sacca per la raccolta delle feci.

### Qualità della vita
La qualità della vita nei casi di colite indeterminata può essere gravemente danneggiata per via dei continui episodi di riacutizzazione della patologia.

### Prognosi
La colite indeterminata è una malattia inguaribile, ma trattabile in maniera buona nella maggior parte dei casi, tuttavia, la prognosi dopo la colectomia è peggiore rispetto a quella degli altri casi di colite. La malattia, negli stadi avanzati, può portare al decesso.

## Ricerca
La ricerca ha fatto grandi passi verso la diagnosi, la prevenzione, ed il trattamento delle coliti ma, data la rarità di questa malattia, pochi gruppi di ricerca si sono orientati verso lo studio della colite aspecifica. Tuttavia sono stati scoperti alcuni biomarker responsabili dell'evoluzione della colite atipica.